# Rose Mbowa
Rose Mbowa, née le 18 janvier 1943, morte le 11 février 1999, est une femme de lettres ougandaise, également actrice, universitaire et militante féministe. Elle est professeur de théâtre, d'arts et d'art dramatique à l'Université de Makerere, la plus ancienne et la plus grande université publique en Ouganda.

## Biographie
Rose Mbowa est née le 18 janvier 1943 dans la ville de Kabale, dans la région occidentale de l'Ouganda, d'Eva Nyinabantu Mbowa, femme au foyer, et de Kasole Lwanda Mbowa, technicien de laboratoire. Après avoir fréquenté les écoles locales, elle est admise au lycée Gayaza, un pensionnat situé à environ 19 kilomètres de Kampala, la capitale de l'Ouganda. Elle pensait initialement poursuivre, comme son père, des études scientifiques et devenir médecin. Mais cette voie scientifique n'est pas possible dans cet établissement. Après ses études secondaires à Gayaza, elle  poursuit des études supérieures en littérature anglaise à l'Université Makerere. En 1969, elle est admise à l'Université de Leeds, où elle obtient une maîtrise ès arts (MA) en art dramatique et théâtral.
Elle travaille ensuite pendant un an en tant que productrice à la radio ougandaise. Elle devient chargée de cours au département de musique, de danse et d'art dramatique à l'Université Makerere, puis chef de ce département. En 1977, la mort de Byron Kawadwa, homme de théâtre et vice-chancelier de cette université, emmené, alors qu'il répétait une pièce avec elle, et tué par des soldats d'Idi Amin Dada, est un moment particulièrement traumatisant. 
Elle publie plusieurs articles sur le théâtre, en Ouganda. Elle se produit également  avec différentes compagnies de théâtre en Ouganda. Elle est désignée meilleure actrice au National Theatre et reçoit le Presidential Meritorious Award for Acting en 1973. Elle reçoit également  à deux reprises le prix de la meilleure production théâtrale nationale : : pour sa propre pièce Nalumansi en 1982 et pour Le Mariage de Anansewa d'Efua Sutherland en 1983. Elle interprète le rôle-titre dans la pièce de Bertolt Brecht : Mère Courage et ses enfants (Mother Courage and Her Children). 
Dans les années 1980, elle travaille aussi avec la coopérative rurale Magere Women's Cooperative, et encourage les femmes à devenir autonomes, à suivre des cours, et à commercialiser les produits agricoles qu'elles produisent . Elle travaille également pour une information sur le Sida,.
Elle présente des communications sur le théâtre ougandais à la conférence annuelle sur la littérature africaine à l'Université de Bayreuth, entre 1989 et 1994. Une de ses pièces, Mother Uganda and her Children, créée en 1987, deux ans après la fin de la guerre civile, fait l'objet d'une tournée internationale. La pièce célèbre la résilience des Ougandais, ainsi que la diversité culturelle et linguistique dans ce pays. 
Elle meurt à 56 ans, le 11 février 1999. Une pièce, Kiwajja, est mise en scène en 2005 par Bakayimbira Dramactors, pour rendre hommage à la contribution de Rose Mbowa au théâtre ougandais.